# Кузнецов, Михаил Михайлович (Герой Социалистического Труда)
Михаил Михайлович Кузнецов (1919—1992) — главный конструктор Красноярского машиностроительного завода, внес большой вклад в развитие производства.

## Биография
Родился в 1919 году в Вольске Саратовской области.
С 1940 по 1944 год работал конструктором на Казанском авиационном заводе. После окончания самолётостроительного факультета Казанского авиационного института работал в г. Златоусте, а затем в г. Миассе Челябинской области в специализированном конструкторском бюро № 385 (позднее — Конструкторское бюро машиностроения): инженер, начальник отдела, заместитель главного конструктора (1950—1975).
С 1975 года — главный конструктор Красноярского машиностроительного завода.
Участник освоения производства ракет Р-1, Р-11, Р-11М на Красноярском машиностроительном заводе, разработки ракеты Р-17 и трёх поколений БРПЛ в части технологической и экспериментальной отработки конструкции ракет. Один из разработчиков новых технических решений по конструкции ракет: цельносварных герметичных корпусов с более плотной внутренней компоновкой, обеспечивающей возможность заводской заправки с последующей ампулизацией; заводской заправки топливом и ампулизации; многослойных разделительных днищ; использования новых конструкционных материалов на основе алюминиевых сплавов, позволивших существенно повысить энергомассовые, эксплуатационные и другие качественные параметры ракет. Внес большой вклад в производство ракетно-космической техники.
Скончался 31 июля 1992 года в городе Джамбул.

## Награды
- Герой Социалистического Труда (1969)
- Ленинская премия (1965)
- Орден Ленина (1961, 1969)
- Орден Октябрьской революции (1975)
- Орден Трудового Красного Знамени  (1963)
- Медаль «За доблестный труд в Великой Отечественной войне 1941—1945 гг.» (1945)
- Юбилейная медаль «Тридцать лет Победы в Великой Отечественной войне 1941—1945 гг.»
- Юбилейная медаль «40 лет Победы в Великой Отечественной войне 1941—1945 гг.»
- Юбилейная медаль «За доблестный труд (За воинскую доблесть). В ознаменование 100-летия со дня рождения Владимира Ильича Ленина» (1970)
- «Победитель социалистического соревнования» (1973, 1974)